# Disco D
David Aaron Shayman (né le 21 septembre 1980 et décédé le 23 janvier 2007), mieux connu sous le nom de scène Disco D, est un musicien américain de musique électronique. 

## Biographie

### Enfance et débuts
David Aaron Shayman naît à Saint-Louis, Missouri, aux États-Unis, de Deborah et James A. Shayman,. Il a une sœur Becky et quatre demi-frères et sœurs. À l'âge de 6 ans, Shayman déménage à Ann Arbor, dans le Michigan. Sa famille est impliquée dans le temple Beth Emet, où il fréquente l'école hébraïque jusqu'à sa bar-mitsvah.
La carrière de Shayman commence en 1995, alors qu'il est étudiant à la Pioneer High School d'Ann Arbor, lorsqu'il achète son premier jeu de platines à courroie, avec contrôle du pitch. Il maîtrise l'art du DJing presque immédiatement. Au début, il est fortement influencé par l'electro « booty ». Il se produit en tant que DJ dans de nombreuses soirées universitaires locales, à l'université du Michigan ainsi qu'au Blind Pig, tout en étudiant le saxophone jazz pendant deux ans à l'Alternative Community High School d'Ann Arbor. En 1997, il se mixe au niveau national, fonde sa première société de production et sort son premier single 12 pouces,.
Au début de l'année 2003, il produit et promeut son CD de mix, A Night at the Booty Bar. Conçu comme une parodie de A Night at the Playboy Mansion (2000) de Dimitri from Paris, le mix bénéficie de la collaboration de Princess Superstar,.

### Association avec Kevin Federline
En 2005, Shayman produit Y'all Ain't Ready, le premier single de Kevin Federline, alors mari de Britney Spears. En octobre 2005, Shayman se rend en Australie pour jouer dans des clubs tels que Honkytonks à Melbourne, où il est surtout connu pour A Night at the Booty Bar. En novembre 2005, un extrait de ce single est publié sur le site web de Disco D, ce qui entraîne des critiques presque immédiates sur le single de Federline. Bien que l'extrait de moins d'une minute ait été rapidement retiré du site, il refait surface sur Stereogum,.
Le 1er janvier 2006, Federline sort le single PopoZão, produit par Shayman. Cependant, aucun de ses  morceaux n'apparait sur le premier album de Federline, Playing with Fire, qui sort le 31 octobre 2006. En outre, pratiquement toutes les références à Federline ont été supprimées du site web de Shayman à ce moment-là.
De retour aux États-Unis après son voyage en Australie en 2005, Shayman rend publique son combat contre le trouble bipolaire. « Beaucoup de gens qui ont vécu une expérience similaire m'ont remercié de mon ouverture », déclare-t-il. Fin 2006, il lance le nouveau label brésilien Gringo Louco avec Braza, un supergroupe bilingue composé des trois rappeurs les plus en vue du Brésil.

### Décès
Shayman se suicide le 23 janvier 2007, à l'âge de 26 ans. En réponse à sa mort, le PDG de Ghostly International, Sam Valenti IV, déclare : « Dave était une source d'inspiration et un mentor : « Dave était une source d'inspiration et un mentor pour moi. Personne n'a travaillé plus dur ou n'a voulu saisir la vie plus que lui. C'était un artiste créatif, passionné et ambitieux dont la passion pour la musique illuminait tout ce qu'il touchait. »

## Discographie
- 2000 : Detroit Zoo, de Disco D vs. Paradime
- 2001 : Straight Out tha Trunk (GTI Recordings)
- 2002 : Booty Bar Anthem EP (Booty Bar)
- 2003 : A Night at the Booty Bar (Tommy Boy Records)
- 2006 : Ghettotech for Slow People (Gringo Louco)